# Nick Dudman
Nick Dudman est un concepteur britannique d'effets de maquillage et de créatures pour le cinéma.
Dudman et son équipe ont notamment créé les effets de maquillage et les créatures animatroniques des films Harry Potter entre 2001 et 2011, remportant des nominations aux BAFTA Awards pour six des huit films de la série.